# RUT
RUT is een historisch merk van motorfietsen. Het werd gebouwd door August Gernet, Motorfahrzeugbau, Neurenberg (1923-1924), een Duits merk dat primitieve 132 cc tweetakten met buitenliggend vliegwiel bouwde.